# Yrjö Kukkapuro
Yrjö Kukkapuro, född 6 april 1933 i Viborgs landskommun, död 8 februari 2025 i Grankulla, var en finländsk möbelformgivare. Han var huvuddesigner på företaget Avarte.
Bland hans mest kända verk finns stolarna Ateljee (1964) och Karuselli (1965). Jämte Antti Nurmesniemi har han haft den största rollen i att ge möbelformgivningen i Finland en internationell karaktär.
Kukkapuro var professor vid Konstindustriella högskolan i Helsingfors från 1974 till 1980 och skolans rektor från 1978 till 1980. 
År 2001 promoverades han till hedersdoktor vid Aalto-universitetets högskola för konst, design och arkitektur i Helsingfors. År 2002 utnämndes han till hedersledamot av brittiska Royal Society of Arts.
Kukkapuro är representerad på bland annat Nationalmuseum, Nasjonalmuseet, Nordenfjeldske Kunstindustrimuseum, KODE kunstmuseer, Örebro läns museum, Victoria and Albert Museum i London och Design Museum Gent.

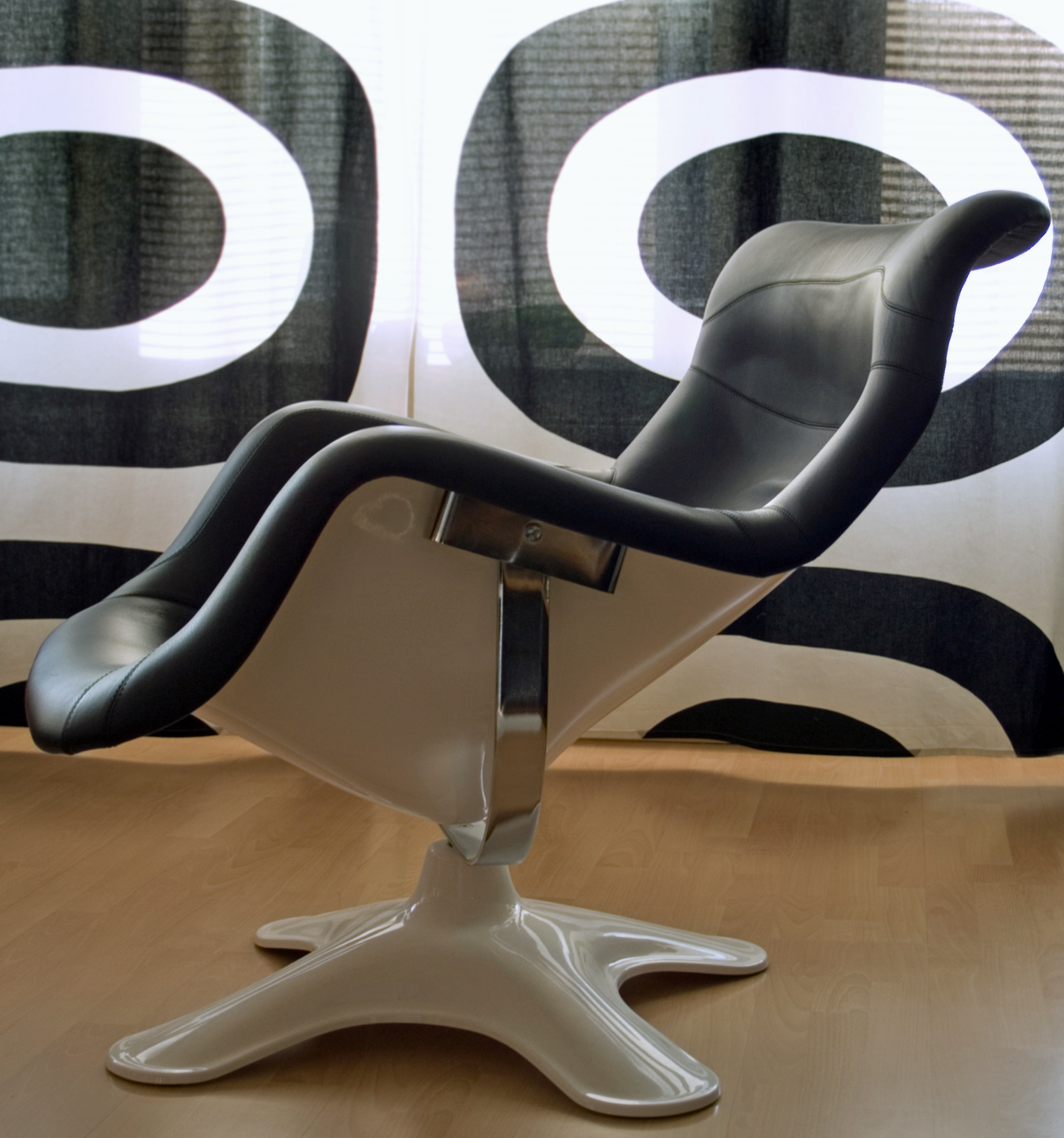
Stolen Karuselli.

## Priser och utmärkelser
- 1966 – Lunningpriset[22]
- 1986 – Pro Finlandia-medaljen
- 1970 – Statspriset i formgivning
- 1995 – Kaj Franck-priset